# Grand Prix Formule 1 van Duitsland 1973
De Grand Prix Formule 1 van Duitsland 1973 werd gehouden op 5 augustus 1973 op de Nürburgring.

## Uitslag
| Positie | Nummer | Rijder                | Team              | Ronden | Tijd/Opgave     | Startplaats | Punten |
| ------- | ------ | --------------------- | ----------------- | ------ | --------------- | ----------- | ------ |
| 1       | 5      | Jackie Stewart        | Tyrrell-Ford      | 14     | 1:42:03.0       | 1           | 9      |
| 2       | 6      | François Cevert       | Tyrrell-Ford      | 14     | 1.6             | 3           | 6      |
| 3       | 30     | Jacky Ickx            | McLaren-Ford      | 14     | 41.2            | 4           | 4      |
| 4       | 24     | Carlos Pace           | Surtees-Ford      | 14     | 53.8            | 11          | 3      |
| 5       | 11     | Wilson Fittipaldi Jr. | Brabham-Ford      | 14     | + 1:19.9        | 13          | 2      |
| 6       | 1      | Emerson Fittipaldi    | Lotus-Ford        | 14     | + 1:24.3        | 14          | 1      |
| 7       | 31     | Jochen Mass           | Surtees-Ford      | 14     | + 1:25.2        | 15          |        |
| 8       | 17     | Jackie Oliver         | Shadow-Ford       | 14     | + 1:25.7        | 17          |        |
| 9       | 8      | Peter Revson          | McLaren-Ford      | 14     | + 2:11.8        | 7           |        |
| 10      | 26     | Henri Pescarolo       | Iso Marlboro-Ford | 14     | + 2:22.5        | 12          |        |
| 11      | 9      | Rolf Stommelen        | Brabham-Ford      | 14     | + 3:27.3        | 16          |        |
| 12      | 7      | Denny Hulme           | McLaren-Ford      | 14     | + 3:38.7        | 8           |        |
| 13      | 12     | Graham Hill           | Shadow-Ford       | 14     | + 3:49.0        | 20          |        |
| 14      | 23     | Mike Hailwood         | Surtees-Ford      | 13     | + 1 Ronde       | 18          |        |
| 15      | 18     | David Purley          | March-Ford        | 13     | + 1 Ronde       | 22          |        |
| 16      | 15     | Mike Beuttler         | March-Ford        | 13     | + 1 Ronde       | 19          |        |
| DNF     | 10     | Carlos Reutemann      | Brabham-Ford      | 7      | Motor           | 6           |        |
| DNF     | 19     | Clay Regazzoni        | BRM               | 7      | Motor           | 10          |        |
| DNF     | 16     | George Follmer        | Shadow-Ford       | 5      | Ongeluk         | 21          |        |
| DNF     | 20     | Jean-Pierre Beltoise  | BRM               | 4      | Versnellingsbak | 9           |        |
| DNF     | 21     | Niki Lauda            | BRM               | 1      | Ongeluk         | 5           |        |
| DNF     | 2      | Ronnie Peterson       | Lotus-Ford        | 0      | Ontsteking      | 2           |        |

## Statistieken
| Pole-position | Jackie Stewart | Tyrrell-Ford | 7:07.8 |
| Snelste ronde | Carlos Pace    | Surtees-Ford | 7:11.4 |

## Noot
- Dit was de eerste snelste ronde voor Carlos Pace en de vijfde voor een Braziliaanse coureur.

1931 · 1932 · 1934 · 1935 · 1936 · 1937 · 1938 · 1939 · 1951 · 1952 · 1953 · 1954 · 1956 · 1957 · 1958 · 1959 · 1961 · 1962 · 1963 · 1964 · 1965 · 1966 · 1967 · 1968 · 1969 · 1970 · 1971 · 1972 · 1973 · 1974 · 1975 · 1976 · 1977 · 1978 · 1979 · 1980 · 1981 · 1982 · 1983 · 1984 · 1985 · 1986 · 1987 · 1988 · 1989 · 1990 · 1991 · 1992 · 1993 · 1994 · 1995 · 1996 · 1997 · 1998 · 1999 · 2000 · 2001 · 2002 · 2003 · 2004 · 2005 · 2006 · 2008 · 2009 · 2010 · 2011 · 2012 · 2013 · 2014 · 2016 · 2018 · 2019